# Santa Maria dell’Orto

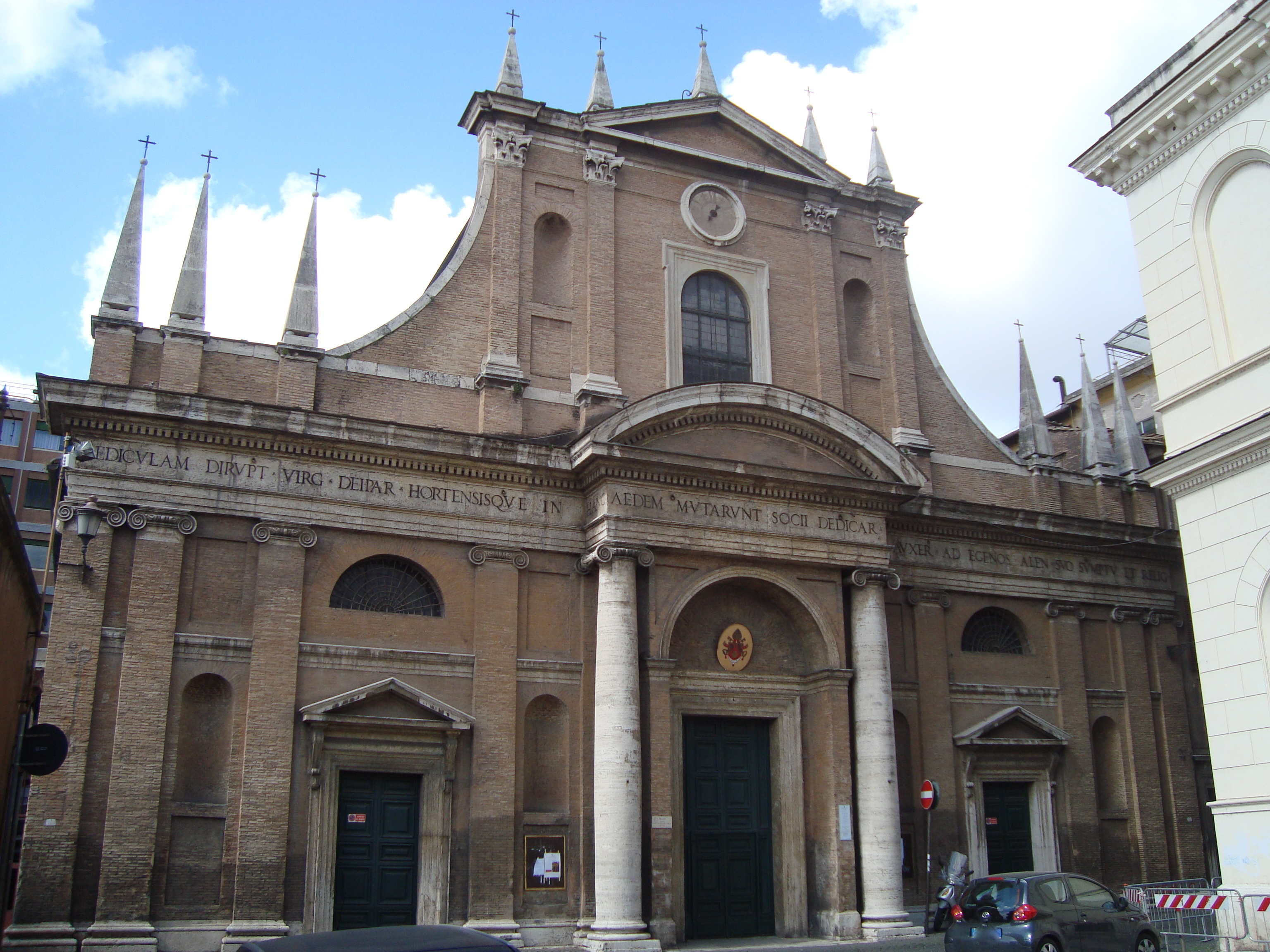
Fassade der Kirche Santa Maria dell’Orto nach Entwurf von Vignola oder Martino Longhi d. Ä.

Die Kirche Santa Maria dell’Orto steht in Trastevere, dem XIII. Rione (Stadtteil) von Rom, in der Via Anicia 10.

## Geschichte
Das heutige Kirchengebäude wurde zur Renaissancezeit errichtet. Sein Vorgängerbau war eine Kapelle, deren Errichtung auf die Verehrung eines Marienbildes an diesem Ort zurückgeht. Als um 1488 ein Landwirt auf wunderbare Weise von seiner Krankheit geheilt wurde, nachdem er vor einem Marienbild am Eingang eines Gartens gebetet hatte, wurde dieses Bild in der Folge vom römischen Volk verehrt und eine Kapelle für es errichtet.

## Baugeschichte

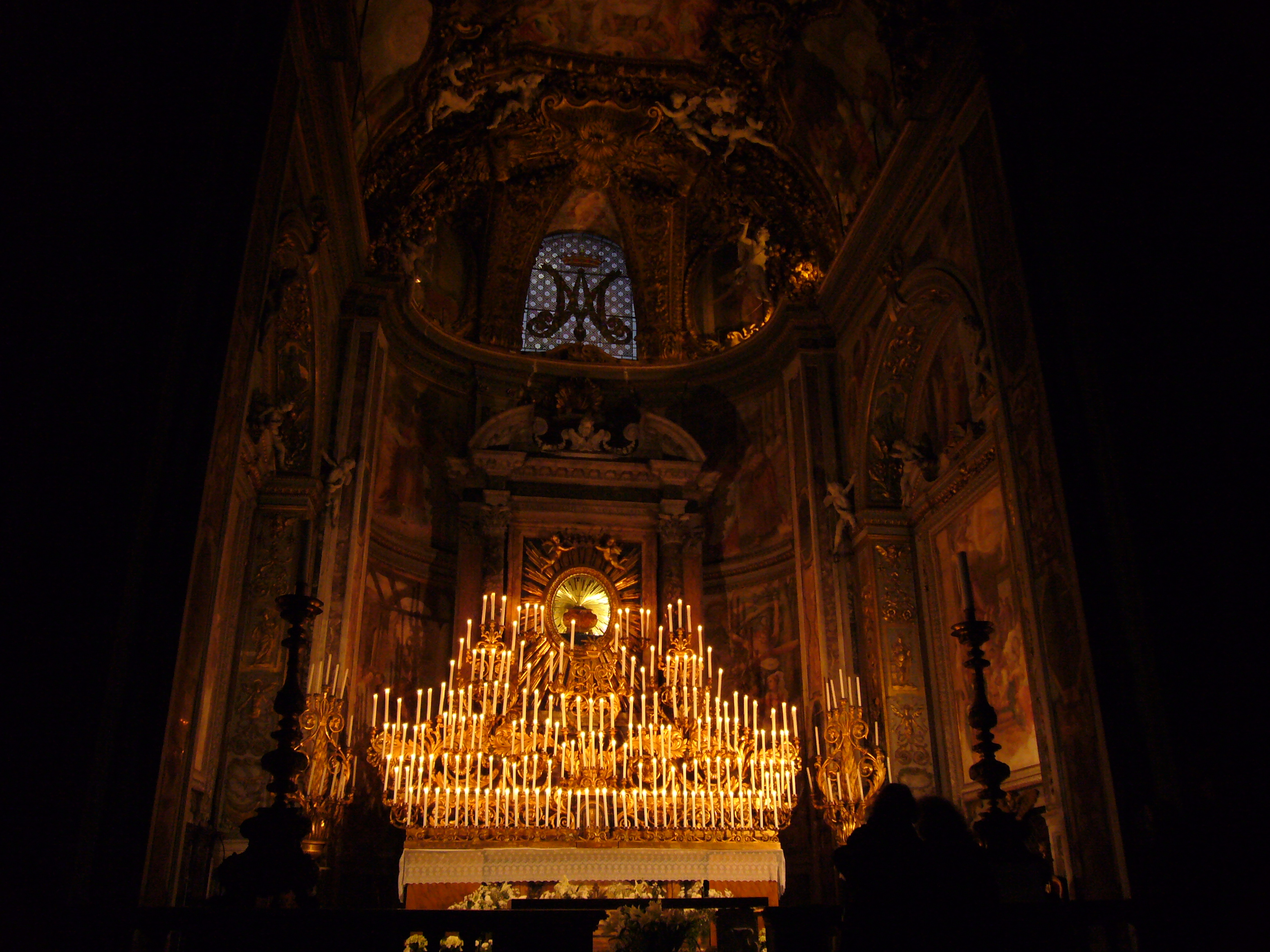
Die „Macchina delle Quarant’Ore per il Giovedì santo“ nach der Gründonnerstagsliturgie (Foto 2008)

1489–1567 wurde die heutige Kirche gebaut. Für deren Unterhalt und Ausgestaltung sorgten zwölf Zünfte, ständische Körperschaften römischer Handwerker, die als „università“ bezeichnet wurden. 1492 genehmigte Papst Alexander VI. die Gründung einer Bruderschaft, die Papst Sixtus V. 1588 zur Erzbruderschaft mit dem Privileg erhob, jährlich die Freilassung einer zum Tode verurteilten Person zu erwirken.

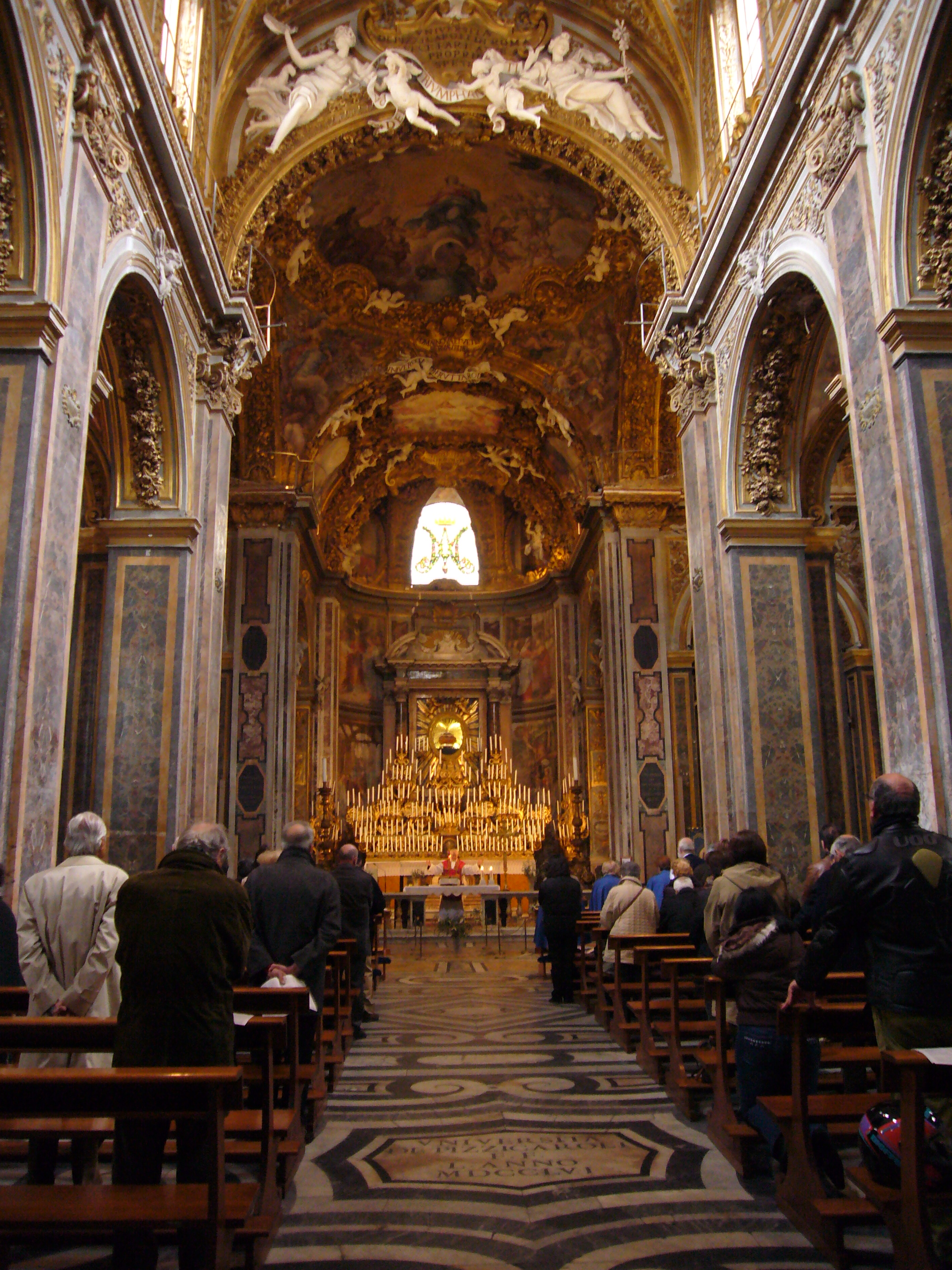
Innenraum der Kirche Santa Maria dell’Orto

Die Kirchenfassade im Spätrenaissance-Stil entstand nach einem Entwurf von Vignola (Jacopo Barozzi da Vignola) (oder vielleicht von Martino Longhi d. Ä.).
Den Innenraum gestaltete Guidetto Guidetti. Er änderte den Ursprungsplan der Kirche (auf Grundriss eines griechischen Kreuzes mit vier Apsiden) zu einem dreischiffigen Langhausbau auf Grundriss eines lateinischen Kreuzes.
Das zentrale Gewölbefresko „Aufnahme Marias in den Himmel“ malte Giacinto Calandrucci 1700–1705.

## Volksfrömmigkeit

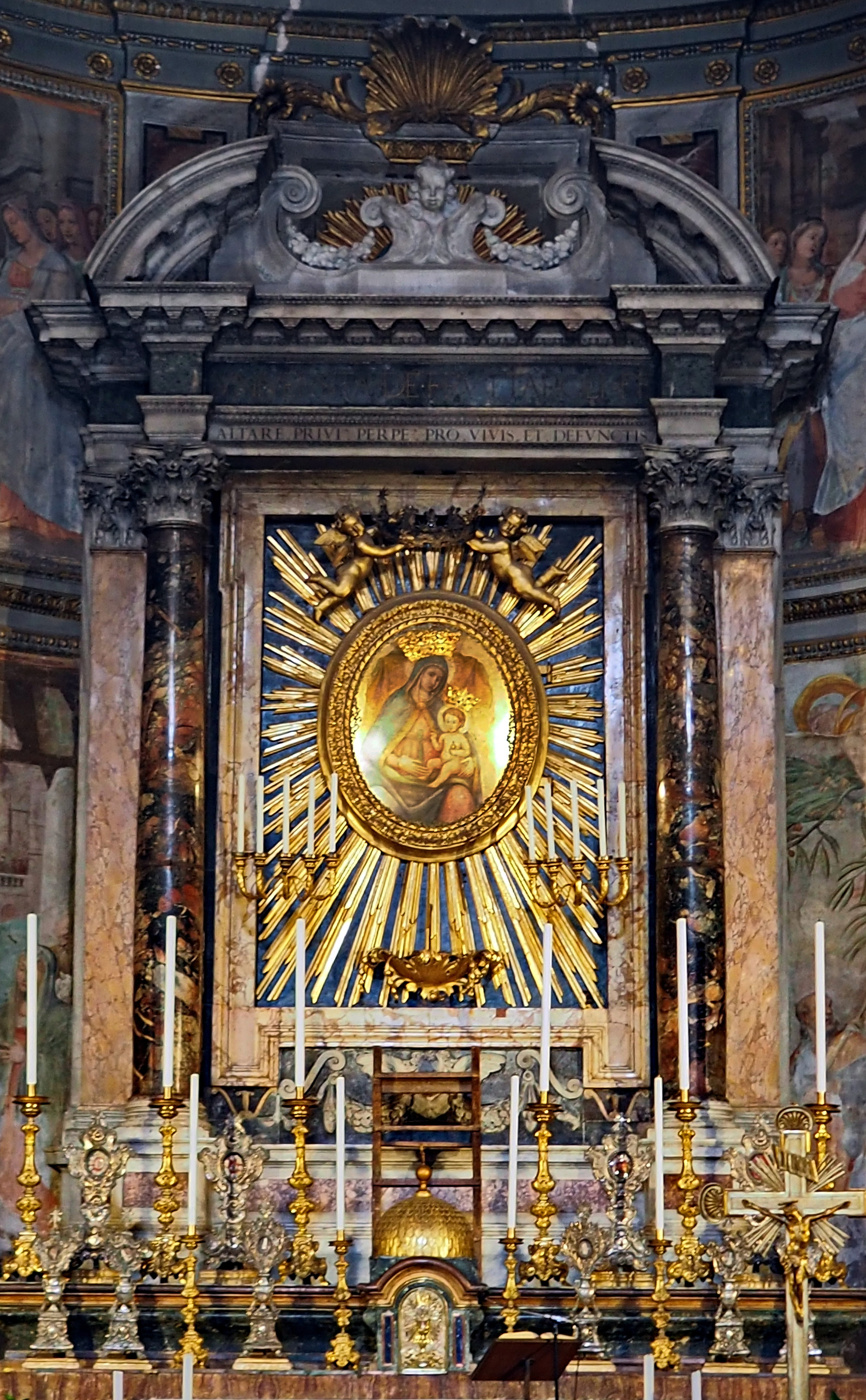
Hochaltar von Giacomo della Porta

Am Hochaltar wird am Abend nach der Gründonnerstagsliturgie die „Macchina delle Quarant’Ore per il Giovedì santo“ errichtet. Der Aufbau aus geschnitztem, vergoldetem Holz (18. Jh., nach Entwurf aus dem 17. Jh.) trägt etwa 200 brennende Kerzen aus Anlass der Anbetung des Allerheiligsten auf diesem Altar („altare della reposizione“), der von zahlreichen Gläubigen nach der Gründonnerstagsliturgie aufgesucht wird. Die „Macchina delle Quarant’Ore“ in Santa Maria dell’Orto ist in Italien vermutlich der einzige Aufbau, der heute noch in Gebrauch ist.

## Bibliographie
- Bruno Forastieri: La devota pratica delle Quarant’Ore e l’antica “macchina” di S. Maria dell’Orto in Trastevere, Rom 2010
- Enrico Pucci: Maria SS. dell’Orto in Trastevere e la sua venerabile Arciconfraternita; hrsg. von der Arciconfraternità, Rom 2006
- Laura Gigli: Rione XIII / Trastevere – Parte Quarta (Reihe “Guide rionali di Roma”), Rom 1987
- Liliana Barroero: S. Maria dell'Orto, hrsg. vom Istituto di Studi Romani (Reihe „Chiese di Roma illustrate“), Rom 1976